# Begonia rafael-torresii
Espèce
Begonia rafael-torresii est une espèce de plantes de la famille des Begoniaceae.
Elle a été décrite en 1990 par Kathleen Burt-Utley.